# Leechburg
Leechburg és una població dels Estats Units a l'estat de Pennsilvània. Segons el cens del 2000 tenia 2.386 habitants.

## Demografia
Segons el cens del 2000, Leechburg tenia 2.386 habitants, 1.109 habitatges, i 645 famílies. La densitat de població era de 2.047,2 habitants/km².
Dels 1.109 habitatges en un 23,4% hi vivien nens de menys de 18 anys, en un 43,2% hi vivien parelles casades, en un 10,7% dones solteres, i en un 41,8% no eren unitats familiars. En el 39,1% dels habitatges hi vivien persones soles el 23,1% de les quals corresponia a persones de 65 anys o més que vivien soles. El nombre mitjà de persones vivint en cada habitatge era de 2,14 i el nombre mitjà de persones que vivien en cada família era de 2,85.
Per edats la població es repartia de la següent manera: un 21,1% tenia menys de 18 anys, un 6,4% entre 18 i 24, un 26,2% entre 25 i 44, un 22,5% de 45 a 60 i un 23,7% 65 anys o més.
L'edat mediana era de 43 anys. Per cada 100 dones de 18 o més anys hi havia 78,5 homes.
La renda mediana per habitatge era de 27.434 $ i la renda mediana per família de 38.785 $. Els homes tenien una renda mediana de 31.250 $ mentre que les dones 25.901 $. La renda per capita de la població era de 16.242 $. Entorn del 7,9% de les famílies i l'11,6% de la població estaven per davall del llindar de pobresa.

## Poblacions més properes
El següent diagrama mostra les poblacions més properes.